# Lee Bradbury
Lee Michael Bradbury (ur. 3 lipca 1975) – piłkarz angielski występujący na pozycji napastnika. Od stycznia 2011 roku jest menadżerem Bournemouth.